# Phaenocarpa burmensis
Phaenocarpa burmensis är en stekelart som beskrevs av Bhat 1979. Phaenocarpa burmensis ingår i släktet Phaenocarpa och familjen bracksteklar. Inga underarter finns listade i Catalogue of Life.